# Paul Giacobbi
Paul Giacobbi (* 4. Juni 1957 in Courbevoie) ist ein französischer Politiker der Parti radical de gauche. Er war von 2002 bis 2017 Abgeordneter der Nationalversammlung und von 2010 bis 2015 Regierungschef von Korsika.
Giacobbi entstammt einer korsischen Familie, in der bereits sein Vater François Giacobbi und sein Großvater Paul Joseph Marie Giacobbi Abgeordnete waren. Er selbst zog in den Gemeinderat der Gemeinde Venaco ein und wurde 1983 als 25-Jähriger zu deren Bürgermeister gewählt. 1986 zog er in den Regionalrat ein. Nach den folgenden Regionalwahlen 1992 war er zudem Mitglied des Exekutivrats, der die korsische Regierung darstellt. 1997 gelang ihm zudem der Einzug in den Generalrat (conseil général) des Départements Haute-Corse. Giacobbi kandidierte bei den Parlamentswahlen 2002 im zweiten Wahlkreis des Départements Haute-Corse und konnte in die Nationalversammlung einziehen. Giacobbi schloss sich im Parlament der Fraktion der PS und ihrer Verbündeten an. 2007 wurde er wiedergewählt und erlangte zu Beginn der Legislaturperiode das Amt eines Sekretärs der Nationalversammlung. Im folgenden Jahr gelang ihm dazu die Wahl zum Präsidenten des Generalrats von Haute-Corse. Bei den Regionalwahlen 2010 war er der Spitzenkandidat eines Linksbündnisses und wurde dank des Wahlerfolgs zum Präsidenten des Exekutivrats (conseil exécutif) und damit zum Regierungschef Korsikas gewählt. 2012 wurde er als Abgeordneter wiedergewählt. Bei den Regionalwahlen 2015 verlor sein Linksbündnis die Mehrheit in der Assemblée de Corse und bei der Parlamentswahl 2017 trat er in seinem Wahlkreis, der in diesem Jahr von dem korsischen Nationalisten Jean-Félix Acquaviva gewonnen wurde, nicht mehr an.